# Leichtathletik-Europameisterschaften 1946/10.000 m Gehen der Männer

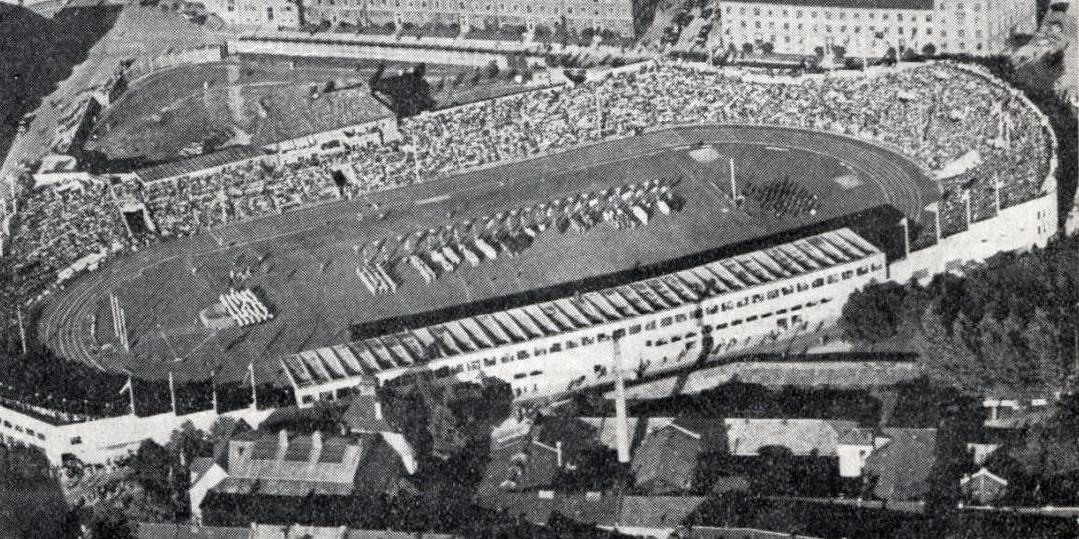
Das Bislett-Stadion in Oslo kurz nach den Europameisterschaften

Das 10.000-Meter-Gehen der Männer bei den Leichtathletik-Europameisterschaften 1946 wurde als Bahnwettbewerb am 25. August 1946 im Bislett-Stadion der norwegischen Hauptstadt Oslo ausgetragen.
Der Wettbewerb stand erstmals auf dem Programm von Europameisterschaften.
Erster Europameister wurde der Schwede John Mikaelsson. Den zweiten Platz belegte der Schweizer Fritz Schwab. Bronze ging an den Franzosen Émile Maggi.

## Rekorde

### Bestehende Rekorde
| Weltrekord           | 42:39,6 min                   | Werner Hardmo                 | Kumla, Schweden               | 9. September 1945             |
| Europarekord         | 42:39,6 min                   | Werner Hardmo                 | Kumla, Schweden               | 9. September 1945             |
| Meisterschaftsrekord | Wettbewerb neu im EM-Programm | Wettbewerb neu im EM-Programm | Wettbewerb neu im EM-Programm | Wettbewerb neu im EM-Programm |

### Erster Meisterschaftsrekord
Der schwedische Europameister John Mikaelsson stellte im Wettbewerb am 25. August mit 46:05,2 Minuten den ersten EM-Rekord in dieser Disziplin auf. Zum Weltrekord fehlten ihm dabei 3:25,6 Minuten.

## Finale
25. August 1946, 16.15 Uhr

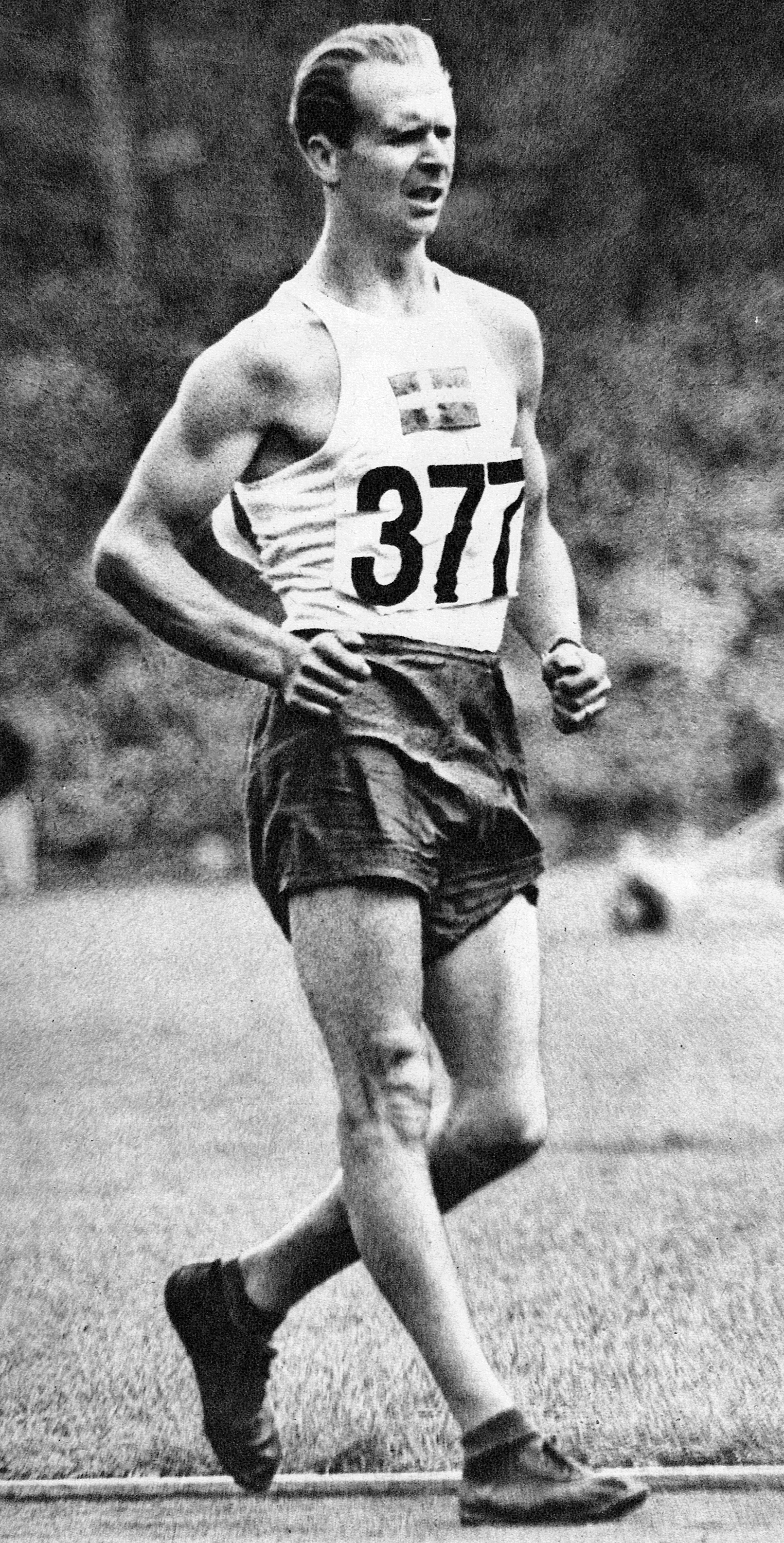
Europameister John Mikaelsson

Bei der geringen Zahl von acht Teilnehmern gab es keine Vorausscheidungen, alle Geher traten gemeinsam zum Finale an.
| Platz | Name                   | Nation           | Zeit (min) |
| ----- | ---------------------- | ---------------- | ---------- |
| 1     | John Mikaelsson        | Schweden         | 46:05,2 CR |
| 2     | Fritz Schwab           | Schweiz          | 47:03,6    |
| 3     | Émile Maggi            | Frankreich       | 48:10,4    |
| 4     | Louis Chevalier        | Frankreich       | 49:37,8    |
| 5     | Egil Romberg-Anderssen | Norwegen         | 49:48,0    |
| DSQ   | Kaare Hammer           | Norwegen         |            |
| DSQ   | Werner Hardmo          | Schweden         |            |
| DSQ   | Václav Balšán          | Tschechoslowakei |            |

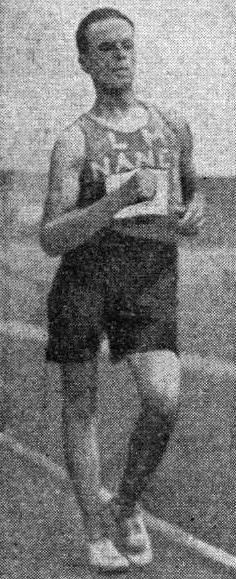
Bronzemedaillengewinner Emile Maggi
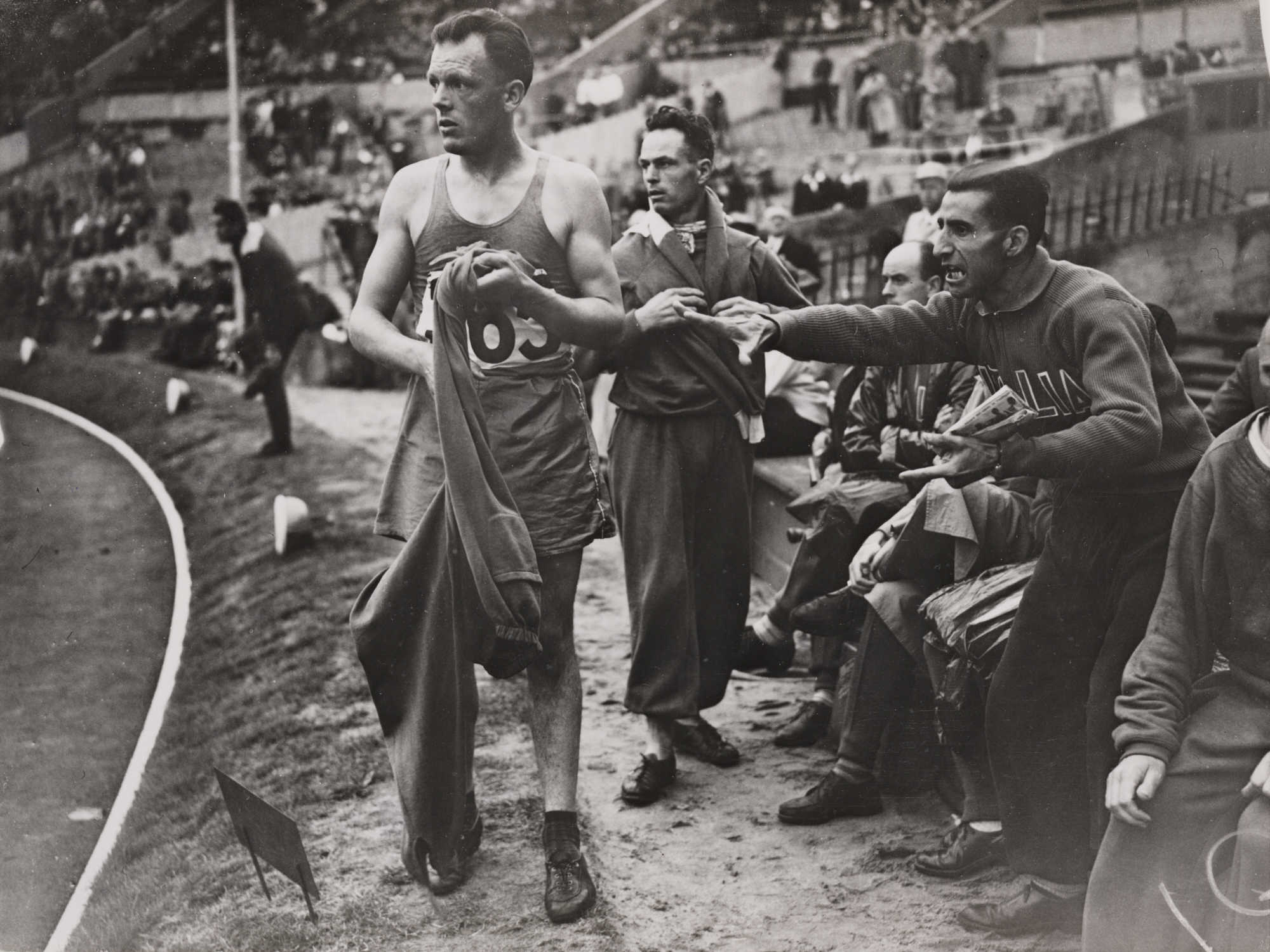
Louis Chevalier kam auf den vierten Platz
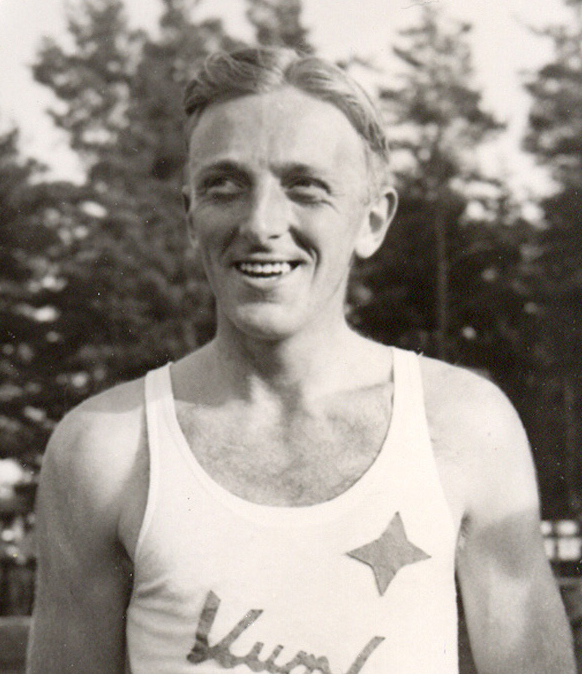
Weltrekordinhaber Werner Hardmo erreichte nicht das Ziel